# Kakao
Kakao (en hangul, 카카오) es una compañía de internet surcoreana creada en 2014. Fue el resultado de la fusión de Daum Communications y Kakao para formar Daum Kakao en 2014; más tarde, en 2015, Daum Kakao cambió su nombre a Kakao. El 28 de mayo de 2015, la compañía adquirió Path, una empresa estadounidense de redes sociales que había tenido éxito en Asia.
 El 11 de enero de 2016, Kakao anunció que compraría una participación del 76,4% en LOEN Entertainment, un servicio de música en línea de Corea con 1,5 millones.

## Servicios de Kakao

### Comunidad
- KakaoTalk, una aplicación para chatear.
- KakaoStory, un servicio para compartir imágenes, música y vídeos.
- KakaoPage, un dibujo animado basado en la web y novedoso servicio.
- KakaoGroup, un servicio de salas de chat para compartir imágenes, música y vídeos.
- Plain, una aplicación para servicio de blogs.
- Brunch, una aplicación para contenidos publicitarios.

### Entretenimiento
- KakaoMusic, una aplicación de música con funciones para compartir.

### Moda
- KakaoStyle, una aplicación de moda.

### Financias
- BankWalletKakao, un servicio de monedero electrónico móvil.

### Transporte
- KakaoTaxi, un servicio de taxi para contratar vehículos, similar a Uber.

### Otros
- KakaoFriends: diversos productos, incluyendo finanzas, distribución, alimentos, etc.
- KakaoHello: llame al servicio de aplicación basado en cuenta Kakao
- KakaoTV: televisión que transmite en vivo y chat abierto de KakaoTalk
- KakaoHome: el servicio, gestiona la pantalla de inicio del teléfono inteligente
- KakaoPlace: servicio, compartiendo lugares famosos
- KakaoAlbum: compartir fotos con amigos de Kakao

## Nuevo CEO
En 2014, Kakao Corp y Daum se fusionaron, y crearon una empresa con una capitalización de mercado de 3,4 trillones de wons (cerca de $2,9 billones de dólares). Kakao era el fabricante de KakaoTalk, el servicio de mensajería más destacado de Corea del Sur, mientras que Daum era uno de los portales de internet más grande del país. La nueva entidad Daum Kakao fue valorada en más de 10 billones de won (9,45 millones de dólares).